# 여자는 비처럼 남자를 적신다
"여자는 비처럼 남자를 적신다"는 1984년에 개봉한 대한민국의 영화이다.

## 캐스팅
- 이미숙 : 문희 역
- 김동현 : 세훈 역
- 김선자
- 이은숙
- 현지혜
- 이숙희
- 홍윤정
- 김영인
- 최두열
- 라갑성
- 김기종
- 문미봉
- 강용석
- 조학자
- 나종미
- 송정아
- 조용수
- 문태선
- 권일정
- 양택조
- 임예심 (우정출연)